# Ophiomyia labiatalis
Ophiomyia labiatalis este o specie de muște din genul Ophiomyia, familia Agromyzidae, descrisă de Spencer în anul 1959. Conform Catalogue of Life specia Ophiomyia labiatalis nu are subspecii cunoscute.